# 7,5 cm PaK 50
Armata przeciwpancerna PaK 50 L/30 kal. 75 mm (niem. 7,5cm Panzerabwehrkanone 50 L/30 – 7,5cm PaK 50 L/30) – niemiecka armata przeciwpancerna z okresu II wojny światowej

## Historia
Po wprowadzeniu na uzbrojenie armaty przeciwpancernej PaK 40 kal. 75 mm okazało się, że jest ona zbyt ciężka. W związku z tym podjęto prace konstrukcyjne nad budową nowej armaty. 
Do jej konstrukcji wykorzystano lufę z armaty PaK 40, którą skrócono do 1205 mm, wyposażono także w nowy hamulec wylotowy. Tak opracowaną lufę zamontowano na lawecie armaty PaK 38. Tak opracowana armata otrzymała oznaczenie PaK 50. W armacie tej wykorzystywano pocisku stosowane w armacie PaK 40, lecz zmniejszono wymiary łuski i obniżono ilość materiału miotającego. Zmiany te spowodowały tylko nieznaczny spadek masy i spowodowały także zmniejszenie zdolności przebijania pancerza. 
Pomimo tych wad w maju 1944 roku rozpoczęto produkcję seryjną tej armaty, która trwała do sierpnia 1944 roku, po czym została wstrzymana. W tym czasie wyprodukowano 358 armat tego typu.

## Użycie
Armata PaK 50 została wprowadzona na uzbrojenie niemieckich dywizji piechoty i dywizji grenadierów pancernych i od września 1944 roku były wykorzystywane w walce. 